# 蔷薇项鳍鱼
薔薇項鰭魚（学名：Iniistius verrens）为隆头鱼科項鰭魚屬的鱼类，俗名蔷薇虹彩鲷。分布于台湾岛等。该物种的模式产地在台湾。

## 別名
又稱侧斑离鳍鱼、薔藢連鰭唇魚、扁礫仔、紅姑娘仔、紅新娘、豎停仔、胭脂冷、角龍、平倍良、薔薇楔鯛。